# Шипохвіст єгипетський
Шипохвіст єгипетський (Uromastyx aegyptia) — представник роду шипохвостих з родини Агамових. Має 2 підвиди. Інша назва «дабб».

## Опис
Загальна висота сягає 75 см при висоті 45 см, вага 1,5 — 1,6 кг. Колір шкіри піщаний, сіруватий, оливковий, жовтуватий або зеленуватий. При високих температурах ця агама від світло-коричневого до світло-сірого кольору, при низьких температурах — темного, майже чорного, сірого забарвлення. Має широкий, низький тулуб. У нього досить міцні кінцівки з товстими пальцями. Хвіст, як і у інших представників роду, вкрито шипуватою лускою. Голова досить коротка з потужними щелепами.

## Спосіб життя
Полюбляє кам'янисті, скелясті посушливі місцини. Ховається у норах. Активний удень. Харчується рослинною їжею, лише молоді єгипетські шипохвости полюють на комах.
Це яйцекладна ящірка. самиця відкладає до 20 яєць.
Місцеве населення полює на цю тварину заради гарної шкіри та смачного м'яса.

## Розповсюдження
Мешкає в Єгипті, Лівії, на Аравійському півострові.

## Підвиди
- Uromastyx aegyptia aegyptia
- Uromastyx aegyptia microlepis.